# 科列諾夫斯克
45°28′N 39°27′E / 45.467°N 39.450°E
科列諾夫斯克（俄語：Корено́вск）是俄羅斯克拉斯諾達爾邊疆區中部的一個城市。距克拉斯諾達爾東北64公里。2002年人口21,286人。
1794年建立，1961年設市。